# El violín
El violín es una película mexicana, ópera prima del cineasta mexicano Francisco Vargas, que fue seleccionado en 2006 en el Festival de Cannes en la sección Un Certain Regard (Una cierta mirada, en francés). El violín es presentada bajo el sello de la casa productora mexicana Cámara Carnal Films.
El violín es la película mexicana con más de 55 premios en festivales nacionales e internacionales, como el Festival de Morelia, San Sebastián, Huelva y São Paulo. Ganó el Knight Grand Jury Prize a la mejor película iberoamericana en el Festival de Miami en 2007, siendo considerada como "una película perfecta, perfectamente realizada". Se hizo acreedora al premio a la mejor interpretación masculina (Prix d'Interprétation Masculine Un Certain Regard), en el Festival de Cannes, en 2006, otorgado al compositor y violinista Ángel Tavira. Recibió tres Arieles de la Academia Mexicana de Artes y Ciencias Cinematográficas en 2007.
El violín fue presentada en cines comerciales en México en el 2007 y causó gran revuelo de medios y un importante éxito de taquilla. Ha sido presentada exitosamente en países como Argentina, España, Finlandia, Francia, Grecia, Noruega, Rusia, China, Canadá, Estados Unidos y Australia.

## Sinopsis
El violín narra la historia del octogenario Plutarco, su hijo Genaro y su nieto Lucio, quienes llevan una doble vida, pues además de ser músicos rurales y campesinos, participan en la guerrilla que planea levantarse en armas contra del gobierno. Cuando llega el ejército al pueblo los guerrilleros huyen y abandonan las municiones y se van al bosque. Con su apariencia inofensiva de músico anciano, Don Plutarco Hidalgo (interpretado por Ángel Tavira) tiene el plan de recuperar las armas escondidas en su parcela de maíz. Su música cautiva al capitán del ejército, también de origen proletario.

### Importancia del músico en la película
Ha sido poco analizada la figura del músico en la película. El politólogo Avilés en su momento dijo: "... y de la represión algunos hicieron arte (los refinados) y algunos otros hicieron sociología o/y economía (los prácticos), más para los perseguidos, encarcelados, torturados, siguió siendo represión a secas, quienes rabiosos, pensaron en el momento adecuado y en los lugares propicios para levantarse en armas..."  En ese sentido en otros grupos guerrilleros sudamericanos fue posible tomar en cuenta lo anterior (Ejem. Julián Conrado, Compañeros). Por ello el trío de la familia Hidalgo deambula por el pueblo utilizando como materia prima el sonido del violín y la guitarra. Mientras que en lugares como El Cerro de las Flores, La Piedad, San Francisco y Tres Cruces se llevan a cabo ataques y reprimendas entre el ejército y los rebeldes. Nunca antes la frase "estar a salto de mata" fue tan reverenciada. Prueba de ello se da al inicio de la película en medio de la cantina, cuando a través de la melodía que bien podía sintetizar la trama sonora de la cinta (Cuando te vi-Cuauhtémoc Tavira) los policías se acercan en medio de los que supondría ser una redada. Mientras tanto el relato de don Plutarco a Lucio ha sido ambientado musicalmente por la banda de ska Sekta Core! (Hombres Verdaderos). Finalmente la capacidad de aquel para mantener cautivo al capitán del ejército, también de origen proletario, se interpreta como una escena en busca de lo que realmente significa la música para ambos personajes.